# Achard-Grundschule Kaulsdorf
Die heutige Franz-Carl-Achard-Grundschule im Bezirk Marzahn-Hellersdorf, Ortsteil Berlin-Kaulsdorf, wurde zu Beginn des 20. Jahrhunderts als Gemeindeschule errichtet und in Betrieb genommen. Sie erhielt in den verschiedenen Staatsformen unterschiedliche Namen und Einordnungen in das Bildungssystem. Den Namen nach dem deutschen Chemiker bekam sie im Jahr 1994.

## Geschichte der Schuleinrichtung
Ein erster Abschnitt des Schulgebäudes entstand im Auftrag des Berliner Magistrats, der die Bildungshoheit im damaligen Deutschen Reich innehatte, in den Jahren 1910/1911. Die Einweihung des Südflügels erfolgte am 1. April 1911.
Bis 1913 waren dann auch der Mittelteil mit Turnhalle und der Nordflügel fertig gestellt. Der Nordblock beherbergte in den ersten Jahren Teile der Gemeindeverwaltung und zwei Dienstwohnungen (1927 wohnten z. B. ein Pensionär und ein Schulhausmeister hier).
Im Jahr 1928 weist das Berliner Adressbuch unter der genannten Adresse weiterhin die Schule und den Eigentümer Stadt Berlin aus. Außerdem gab es im Nordflügel eine Amtsstelle Kaulsdorf und die Baupolizeiabteilung des damaligen Lichtenberger Ortsteils Kaulsdorf. Der Schulhausmeister hatte hier weiterhin eine Dienstwohnung. Die angegebene Nutzung findet sich auch noch in den Jahren 1930 bis 1935.
Das Adressbuch 1940 enthält die Detailangaben: Amtsstelle Kaulsdorf mit Standesamt und Volksbibliothek, die 32. Volksschule und einen ständig präsenten Schulhausmeister.
Gegen Ende des Zweiten Weltkriegs wurde das Schulhaus aus Sicherheitsgründen stillgelegt und erst ab November 1945 wieder in Betrieb genommen, vorläufig jedoch nicht für Unterrichtszwecke. Im Südflügel (Haus Nr. 26) richtete sich wieder die Kaulsdorfer Verwaltung ein, beispielsweise das Standesamt. Die Schulseite im Nordflügel des Baukomplexes wurde nun auch etliche Jahre nur für die Verwaltung genutzt, in den Klassenräumen befand sich die Abteilung Sozialwesen des Berliner Magistrats mit der Zweigstelle Kaulsdorf.
Die verwaltungsmäßige Nutzung der früheren Schule wurde erst in den 1950er Jahren aufgegeben. In den Flügelbauten waren nun die 21. und 32. Volksschule untergebracht. Im Jahr 1951 wurden beide Schulen vereinigt und hießen nun 21. Oberschule.
Diese Bildungseinrichtung erhielt 1978 den Namen des deutschen Schriftstellers Ludwig Turek und behielt diesen bis nach der Wende. Der offizielle Schulname lautete nun 21. Polytechnische Oberschule Ludwig Turek.
Nach dem Mauerfall und dem Zusammenwachsen der Stadt Berlin gelangte das Schulhaus in das Eigentum des Berliner Senats. Die Schulverwaltung verblieb im Stadtbezirk.
Die Schulleitung legte 1994 gemeinsam mit dem damaligen Bezirksamt Hellersdorf, das nun bis zur Verwaltungsreform 2001 für Kaulsdorf zuständig war, den neuen Namen ‚Franz Carl Achard-Schule‘ fest. Damit werden die Bedeutung und die Entwicklung eines Rübenzuckerverfahrens des Chemikers Franz Carl Achard in diesem Berliner Vorort zusätzlich zu dem bereits früher vergebenen Straßennamen gewürdigt. – Im bundesdeutschen Bildungssystem wurde die Schule zu einer Grundschule.

## Beschreibung
Die F. C. Achard-Schule bietet in sechs Klassenstufen zu je drei Klassen folgende Unterrichtsfächer an:
- Wahlpflichtfach (=WPU) oder Profilkurs Naturwissenschaft (Biologie, Chemie, Physik)
- WPU Fremdsprache
- WPU Informatik
- WPU Mathematik
- WPU Kunst (Zeichnen oder Musik).

Zudem gibt es etliche außerschulische Angebote, beispielsweise
- die Schulgarten-AG[10]
- Sport-Treffs wie Leichtathletik oder Ballspiele mit internen Schulwettkämpfen[11]
- gesonderte Projekte wie Theater, Kunst, Tanz, Schulweg-Challenge[12] oder Sozialarbeit[13]

Im Schuljahr 2015/2016 besuchten 360 Schüler die Einrichtung, im Schuljahr 2020/2021 wurden 330 Schüler unterrichtet. Mitte 2022 waren 403 Schüler hier und wurden von 42 Fachkräften unterrichtet.
Die offene Ganztagsschule mit ergänzender Förderung und Betreuung (eFöB) sowie Früh- und Späthort legt ihren Schwerpunkt auf die Förderung der Lesekompetenz ihrer Schülerinnen und Schüler.

## Geschichte und Architektur des Schulgebäudes
Das Bildungsbauwerk ist ein gegliederter dreieinhalbgeschossiger Klinker-Putz-Baukörper. Der Mittelteil ist gegenüber den beiden Flügelbauten leicht zurückspringend gebaut worden und hat nur zwei Stockwerke. Die Fenster sind hochformatig halbrund und lassen den ursprünglichen Zweck einer Turnhalle deutlich erkennen.
Über den zwei Etagen des Mittelbaus ist eine begehbare Dachterrasse eingerichtet.
In die Flügelbauten, die mit roten Ziegeldächern abgeschlossen sind, wurden Kastenfenster eingesetzt.
Die mittleren Fenster sind ebenfalls höher und halbrund und befinden sich hinter offenen Loggien. Sie sind symmetrisch zu je einer Zweiergruppe beiderseits vom Haupteingang angeordnet.
An beiden Stirnseiten des langgestreckten Baukörpers sind abgesetzte kleingliederige Anbauten vorhanden, die in den 1980er Jahren errichtet wurden und aus Anlass der Totalsanierung abgetragen werden.
Der straßenseitige Schuleingang im Mittelteil des Hauses ist nicht barrierefrei, er kann nur über einige Stufen erreicht werden.
Weil das Haus im Laufe der Jahre immer nur notdürftig instand gehalten worden war, wuchs der Sanierungsbedarf, wegen knapper Finanzen blieb es auch nach der Wende bei der Erledigung dringender wichtiger Arbeiten: zumindest erfolgte die Erneuerung des Daches, der Sanitäranlagen und der Einbau von Brennwertkesseln. Schließlich führte der Befall tragender Holzteile mit Hausschwamm dazu, dass Anfang September 2015 die Bauaufsicht das Gebäude wegen möglicher Einsturzgefahr sperren ließ. Kurzfristig wurden die Schüler nun jeden Tag mit Bussen zu einer Schule in Berlin-Marzahn gefahren und von dort auch wieder zurück. Das Schulhaus in Kaulsdorf sollte abgerissen werden, weil ein schneller Neubau in Leichtbauweise, ein ‚Modularer Ergänzungs-Bau‘ (MEB), kostengünstiger als eine Sanierung sei, hatte das zuständige Bezirksamt Marzahn-Hellersdorf beschlossen. Die Arbeitsgemeinschaft Öffentlichkeitsarbeit der Gesamtelternvertretung der Achard-Schule konnte dagegen mit einer Unterschriftensammlung den Abriss verhindern und eine Sanierung bewirken. Die Kosten für die Sanierung wurden zu diesem Zeitpunkt auf sieben Millionen Euro geschätzt.
Im Jahr 2016 fanden erste wichtige Erhaltungsarbeiten statt, so dass zum Beginn des Schuljahres 2016/2017 alle Schüler wieder in ihr angestammtes Schulgebäude zurückkehren konnten. Die erforderliche Totalsanierung (Sanierung und Ertüchtigung des Altbaus, Umbau der im Gebäude befindlichen Turnhalle zur Umnutzung als Aula oder Gymnastikraum, Neubau einer Sporthalle, Errichtung eines MEB auf dem Gelände zur Erweiterung der Schülerkapazität, Umbau des vorhandenen Hortgebäudes, kleinere Handwerkerleistungen) begann nach dem erarbeiteten Projektablaufplan im Jahr 2022 und wird voraussichtlich fünf Jahre dauern. Statt der früheren Giebelanbauten soll ein dreigeschossiger Ergänzungsbau mit fast quadratischem Grundriss in einer modernen großzügigen Formensprache hinter dem mittleren Gebäudeteil zwischen den historischen Bauteilen entstehen. Die Planungen und Bauarbeiten wurden nach einer öffentlichen Vorstellung des Projekts der Bürogemeinschaft ARGE HTPS / jg architekten (Kaulsdorfer Ingenieurbüro Hoch- und Tiefbau-Planung Schröder und Architekturbüro¬ jan große architekten) übertragen.
Das auf dem Hof der Schule seit den 1990er Jahren vorhandene separate Hortgebäude wurde bis 2022 bereits im modernen Baustil mit vorgezogener Mensa umgebaut.
Die historische Turnhalle im Mitteltrakt mit einer Nutzfläche von 306 m² im Mitteltrakt wurde im Jahr 2015 wie oben dargestellt zu einem doppelt nutzbaren Raum (Gymnastikraum oder Aula). Die Arbeiten erfolgten unter Verantwortung der Plafond-Group, einer Gesellschaft für kostenoptimiertes Bauen.
Der Hofneubau wird mit einem großen Glasdach versehen, wodurch ein gesonderter Lichthof entsteht. Der neue Eingang wird dann zum Haupteingang, der in ein großzügiges Foyer führt, an das sich im Erdgeschoss ein Mehrzwecksaal und die Bibliothek anschließen. In den Etagen zwei und drei sind Lernwerkstätten, Teilungs- und Fachräume geplant, erreichbar über ringförmig angelegte Gänge. Es bleiben offene Forumsflächen für Begegnungen und Veranstaltungen.
In den südlichen Altbau wird eine Aufzugsanlage eingebaut, womit das Schulgebäude dann barrierefrei ist.
Nach Abschluss der Bauarbeiten wird der gesamte Außenbereich des Schulkomplexes durch die Landschaftsarchitektin Birgit Hammer vollkommen erneuert: die Pläne sehen die Begrünung des Schulhofs und der neuen Flachdächer, die Anlage eines Lese- und Ruhegartens sowie die Montage von Solaranlagen vor. Vorhandene Spielgeräte wie Tischtennisplatten und ein Kletternetz sollen nach Überarbeitung weiter genutzt werden.
Der Zugang zum Schulgelände wird von der Nordseite nach Süden an die Waplitzer Straße verlegt, womit er näher an dem bereits fertiggestellten MEB liegen wird. Für den Sportunterricht ist schließlich noch eine neue Dreifeld-Typensporthalle vorgesehen.
Während der Bauarbeiten, die insgesamt etwa 20 Millionen Euro kosten werden, müssen sechs Klassen vorübergehend an einer anderen Schule im Bezirk unterrichtet werden, wofür ein Busshuttle eingerichtet wird. Die hier verbleibenden Schülerinnen und Schüler nutzen in dieser Zeit das MEB vor Ort.

## Schulleiter (Auswahl)
- 1911–1923: R. Andres[19]
- 1923–1927: Adolf Brandenburg[3], wohnhaft in Lichtenberg
- 1928–1933: Paul Kieseler, Rektor[6], wohnhaft in Karlshorst
- 2020er Jahre: Petra Serbe, Direktorin[2]

## Ehrungen
Der Bezirk Marzahn-Hellersdorf vergibt seit dem Jahr 2020 den Marzahn-Hellersdorfer-Schulpreis. Damit werden Personen einer Schule ausgezeichnet, die sich für die Einrichtung im zurückliegenden Schuljahr besonders engagiert haben. Aus der Achard-Grundschule erhielt Markus Ponick, Lebenskundelehrer, im Jahr 2022 diese Auszeichnung, weil er sich „im Unterricht und außerhalb (der Schule) über das Maß hinaus für das Wohl seiner Schülerinnen und Schüler eingesetzt hat“.